# Anna Hermansson
Anna Maria Hermansson (* 18. Juni 1969 in Nordmarkshyttan) ist eine frühere schwedische Biathletin.
Anna Hermansson gehörte mit Läuferinnen wie Eva Korpela, Inger Björkbom, Sabine Karlsson und Mia Stadig zur ersten Generation schwedischer Biathletinnen, die mit sowjetischen, norwegischen und teilweise auch finnischen Athletinnen die Weltspitze von der Einführung der Weltmeisterschaften 1984 bis zu den ersten Olympischen Winterspielen, an denen 1992 in Albertville auch weibliche Starterinnen teilnehmen durften. Sie startete für Skidklubben Bore aus Torsby.
Hermansson startete bei den Weltmeisterschaften 1987 in Lahti, wo sie 31. des Sprits wurde. Zwei Jahre später kamen in Feistritz an der Drau bei den ersten gemeinsamen Weltmeisterschaften der Frauen und Männer die Platzierungen 25 im Sprint und 17 in der Verfolgung hinzu. Mit Inger Björkbom, Sabine Karlsson und Mia Stadig wurde sie beim erstmals ausgetragenen Mannschaftsrennen bei einer Weltmeisterschaft Sechste. 1990 startete Hermansson bei den aus Witterungsgründen in Minsk und zusätzlich am Holmenkollen in Oslo ausgetragenen letztmals bei einer Weltmeisterschaft. Im Sprint erreichte sie den 29. Platz, wurde mit Stadig und Björkbom Staffel-Fünfte und wurde mit Annika Olsen, Annelie Engström und Stadig Achte im Mannschaftsrennen. Zum Karrierehöhepunkt wurde 1992 die Teilnahme an den ersten olympischen Biathlon-Frauenrennen. Im ersten Rennen, dem Sprint, erreichte die Schwedin Platz 43, im Einzel Rang 64. Nach der Saison 1992/93 beendete Hermansson ihre Karriere.

## Biathlon-Weltcup-Platzierungen
Die Tabelle zeigt alle Platzierungen (je nach Austragungsjahr einschließlich Olympische Spiele und Weltmeisterschaften).
- 1.–3. Platz: Anzahl der Podiumsplatzierungen
- Top 10: Anzahl der Platzierungen unter den ersten zehn (einschließlich Podium)
- Punkteränge: Anzahl der Platzierungen innerhalb der Punkteränge (einschließlich Podium und Top 10)
- Starts: Anzahl gelaufener Rennen in der jeweiligen Disziplin
- Staffel: inklusive Mixed-Staffel

| Platzierung                                                                                     | Einzel | Sprint | Verfolgung | Massenstart | Team | Staffel | Gesamt |
| ----------------------------------------------------------------------------------------------- | ------ | ------ | ---------- | ----------- | ---- | ------- | ------ |
| 1. Platz                                                                                        |        |        |            |             |      |         |        |
| 2. Platz                                                                                        |        |        |            |             |      |         |        |
| 3. Platz                                                                                        |        |        |            |             |      |         |        |
| Top 10                                                                                          |        |        |            |             | 2    | 1       | 3      |
| Punkteränge                                                                                     | 2      | 1      |            |             | 2    | 1       | 6      |
| Starts                                                                                          | 3      | 5      |            |             | 2    | 1       | 11     |
| Stand: Karriereende, inklusive Olympischer Spiele und Weltmeisterschaften, Daten nicht komplett |        |        |            |             |      |         |        |